# Placobdella hollensis
Placobdella hollensis är en ringmaskart som först beskrevs av Charles Otis Whitman 1892.  Placobdella hollensis ingår i släktet Placobdella och familjen broskiglar. Inga underarter finns listade i Catalogue of Life.